# ピレニアン・シープドッグ・スムースフェイスド

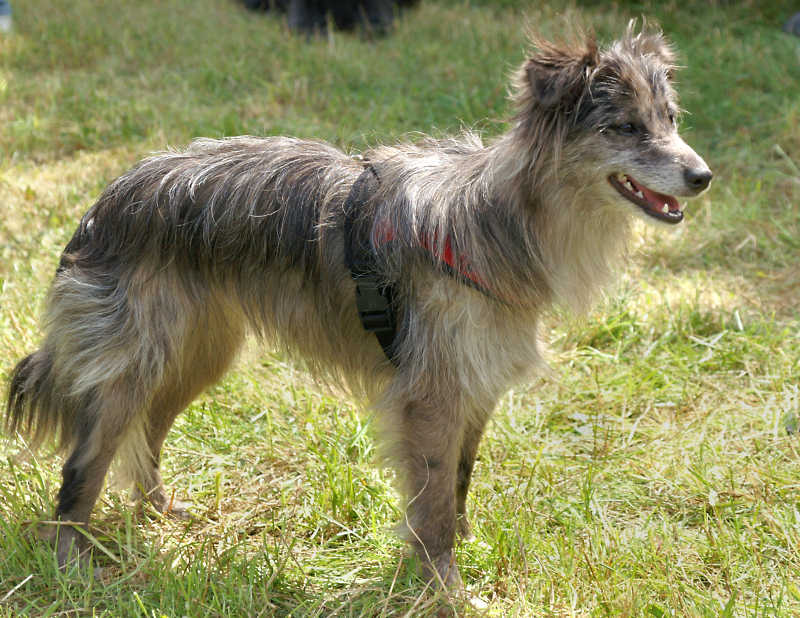
スムースフェイスド

ピレニアン・シープドッグ・スムースフェイスド（英: Pyrenean Sheepdog Smooth-faced）は、フランスのピレネー山脈原産の牧羊犬種のひとつである。別名はベルジェ・デ・ピレネー・ファス・ラス（英：Berger des Pyrenese Fase Race）。
ピレニアン・シープドッグ・ロングヘアードは、これの原種である。

## 歴史
ロングヘアード種と同じく、その先祖は紀元前7000年〜6000年ごろにクロマニヨン人によって飼育が行なわれていたのではないかともいわれている。スムースフェイスドがいつ誕生したかについてもはっきりとしたことは分からないが、少なくとも13世紀には犬種として成立していたことが確認されている。スムースフェイスドはロングヘア種の2つのコートタイプであるロングヘアタイプの犬とゴートヘアタイプの犬を掛け合わせ、更に別の牧羊犬種の血を入れて作出された。その結果誕生したスムースフェイスドは、その名の通り顔の部分のコートが短くなった。これによりロングヘア種の欠点であった顔までかかってしまう長いコートが解消され、犬の視界も開けて作業能率を大幅に向上させることに成功した。
ロングヘア種と同じく、主に牧羊犬として羊の誘導を行なうのに使われている。同地域原産のグレート・ピレニーズとコンビを組んで仕事を行い、本種が羊の管理・誘導（牧羊）、グレート・ピレニーズが羊の護衛（護畜）を行うような役割分担が設けられていた。
スムースフェイスドも第一次世界大戦が起こった際には小柄な体で賢いところを買われ、軍用犬として徴兵された。軍用犬としての任務は飛行機から地上へパラシュートをつけて降り立ち、特定の人物のもとへメッセージを伝える伝令犬、隠れた敵の軍人を探し出す偵察犬、ケガ人を探して救急箱を届け、本部にケガ人がどこにいるのかを伝える救護犬などとして働くことであった。スムースフェイスドはロングヘア種に比べてメンタル的に強い犬であったが、やはり劣悪な環境下での飼育が体にたたったり、敵の銃弾に倒れる犬も多かった。然し、伝令犬として非常に優秀な働きをし、一部の犬は第二次世界大戦が起こった際にも引き続き使用された。
もともと頭数はあまり多く無い犬種で、現在も多くはフランス国内で飼育されている。FCI公認登録後は安定した気質から家庭犬として注目されているが、あまりヨーロッパ圏外では浸透していない。日本でもまだ正式な国内登録が行われていない（国内で仔犬は生まれていない）。

## 特徴
ロングヘア種と比べるとコートが全体的に短めで、足が小さく胴は短い。性格等もかなり異なっている。その名の通り頭部、特に顔のコートが短いが、そこと脚の前部以外はやわらかいロングコートが覆っている。ちなみに、スムースフェイスドとロングコート種のコートの長さを著名な犬種にあてはめて比較すると、本種のコート（毛）の長さはおよそゴールデン・レトリーバーと同じくらいか、それより少し長い
程度であるが、ロングコート種のコートの長さはシー・ズーと同じくらい（厳密に言えばそれより少し短め）の長さである。本種の毛色はブラックやブルー、グレー、ダーク・マール（黒大理石）、グレー・アンド・ブラックなどがある。耳は半垂れ耳、尾はサーベル形の垂れ
尾で、耳と尾には飾り毛がある。時には尾を半分の長さに断尾してポンポン状にすることもあった。マズルは先が尖っていて、頭部は少し小さめで、体は筋肉質で引き締まっている。脚は長く、身体能力が高い。口角は上がっていて、顔つきはやさしい。体高は雄40〜54cm、雌40〜52cmで、体重は雌雄共に12kg前後の中型犬。サイズはロングヘア種よりも大きめである。性格は明るく人懐こく、愛情深い。ロングヘア種とは違い神経質な面はなく、気質は安定していて適応力も高い。初対面の人や犬に対しては若干警戒心を持つが、相手が危険な人物で無いと察すればすぐに打ち解けることが出来る。子供や他の犬と遊ぶことも大好きで、攻撃的な面は無い。しつけもよく入り、状況判断力も優れている。家庭犬として最適な犬種で、運動量が多めであることを除けばとても飼育がしやすい犬種である。かかりやすい病気は運動のし過ぎによって起こる関節疾患などがある。